# Libanon az 1992. évi nyári olimpiai játékokon
Libanon a spanyolországi Barcelonában megrendezett 1992. évi nyári olimpiai játékok egyik részt vevő nemzete volt. Az országot az olimpián 7 sportágban 12 sportoló képviselte, akik érmet nem szereztek.

## Atlétika
Férfi
| Versenyző     | Versenyszám | Előfutam | Előfutam | Előfutam | Elődöntő | Elődöntő | Elődöntő | Döntő   | Döntő    |
| Versenyző     | Versenyszám | Idő      | Hely.    | Össz.    | Idő      | Hely.    | Össz.    | Idő     | Helyezés |
| ------------- | ----------- | -------- | -------- | -------- | -------- | -------- | -------- | ------- | -------- |
| Baszám Kavász | 800 m       | 1:58,71  | 7.       | 54.      | kiesett  | kiesett  | kiesett  | kiesett | kiesett  |
| Baszám Kavász | 1500 m      | 4:17,40  | 11.      | 47.      | kiesett  | kiesett  | kiesett  | kiesett | kiesett  |

## Cselgáncs
Férfi
| Versenyző       | Versenyszám | Selejtező                         | 32-es főtábla                     | Nyolcaddöntő      | Negyeddöntő       | Elődöntő          | Vigaszág első kör                   | Vigaszág nyolcaddöntő           | Vigaszág negyeddöntő              | Vigaszág elődöntő | Bronz- mérkőzés   | Döntő             | Helyezés |
| Versenyző       | Versenyszám | Ellenfél Eredmény                 | Ellenfél Eredmény                 | Ellenfél Eredmény | Ellenfél Eredmény | Ellenfél Eredmény | Ellenfél Eredmény                   | Ellenfél Eredmény               | Ellenfél Eredmény                 | Ellenfél Eredmény | Ellenfél Eredmény | Ellenfél Eredmény | Helyezés |
| --------------- | ----------- | --------------------------------- | --------------------------------- | ----------------- | ----------------- | ----------------- | ----------------------------------- | ------------------------------- | --------------------------------- | ----------------- | ----------------- | ----------------- | -------- |
| Sarbel Srábijja | Légsúly     | Piotr Kamrowski (POL) · 0000-1100 | kiesett                           | kiesett           | kiesett           | kiesett           |                                     |                                 |                                   |                   |                   |                   | 35.      |
| Asszáf el-Murr  | Harmatsúly  | erőnyerő                          | Udo Quellmalz (GER) · 0000-1000   |                   |                   |                   | Francisco Lorenzo (ESP) · 0000-0010 | kiesett                         | kiesett                           | kiesett           | kiesett           |                   | 17.      |
| Házsi Káhi      | Könnyűsúly  | erőnyerő                          | William Cusack (GBR) · 0000-1000  | kiesett           | kiesett           | kiesett           |                                     |                                 |                                   |                   |                   |                   | 22.      |
| Fádi Szajkali   | Váltósúly   | erőnyerő                          | Josida Hidehiko (JPN) · 0000-1000 |                   |                   |                   | Hámid Fádul (SUD) · 1000-0000       | Gastón García (ARG) · 0001-0000 | Alexandru Ciupe (ROU) · 0000-1000 | kiesett           | kiesett           |                   | 9.       |

## Evezés
Férfi
| Versenyző         | Versenyszám  | Előfutam | Előfutam | Vigaszág | Vigaszág | Elődöntő | Elődöntő | Elődöntő | Döntő | Döntő   | Döntő | Helyezés |
| Versenyző         | Versenyszám  | Idő      | Hely.    | Idő      | Hely.    | Típus    | Idő      | Hely.    | Típus | Idő     | Hely. | Helyezés |
| ----------------- | ------------ | -------- | -------- | -------- | -------- | -------- | -------- | -------- | ----- | ------- | ----- | -------- |
| Christian Francis | Egypárevezős | 8:08,47  | 5.       | 8:14,79  | 4.       | C/D      | 8:12,79  | 5.       | D     | 8:06,14 | 4.    | 22.      |

## Kerékpározás

### Országúti kerékpározás
Férfi
| Versenyző        | Versenyszám   | Idő           | Helyezés      |
| ---------------- | ------------- | ------------- | ------------- |
| Armen Arszlanjan | Mezőnyverseny | nem ért célba | nem ért célba |
| Vatcse Zadurjan  | Mezőnyverseny | nem ért célba | nem ért célba |

## Súlyemelés
| Hasszán el-Kajszi | 90 kg | 152,5 | 12. | visszalépett | visszalépett | kiesett | kiesett | kiesett | kiesett |

## Úszás
Férfi
| Versenyző  | Versenyszám  | Előfutam | Előfutam | Előfutam | Döntő   | Döntő   | Döntő   | Helyezés |
| Versenyző  | Versenyszám  | Idő      | Hely.    | Össz.    | Típus   | Idő     | Hely.   | Helyezés |
| ---------- | ------------ | -------- | -------- | -------- | ------- | ------- | ------- | -------- |
| Emíl Lahúd | 50 m gyors   | 25,76    | 5.       | 61.      | kiesett | kiesett | kiesett | kiesett  |
| Emíl Lahúd | 100 m gyors  | 55,51    | 2.       | 63.      | kiesett | kiesett | kiesett | kiesett  |
| Emíl Lahúd | 200 m gyors  | 2:01,06  | 1.       | 47.      | kiesett | kiesett | kiesett | kiesett  |
| Emíl Lahúd | 200 m vegyes | 2:22,08  | 6.       | 47.      | kiesett | kiesett | kiesett | kiesett  |

## Vívás
Férfi
| Versenyző    | Versenyszám       | Csoportkör | Csoportkör | Selejtező         | 32-es főtábla     | Egyenes ág a negyeddöntőért | Egyenes ág a negyeddöntőért | Vigaszág a negyeddöntőért | Vigaszág a negyeddöntőért | Vigaszág a negyeddöntőért | Vigaszág a negyeddöntőért | Negyeddöntő       | Elődöntő          | Döntő             | Helyezés |
| Versenyző    | Versenyszám       | Csoportkör | Csoportkör | Selejtező         | 32-es főtábla     | 1. kör                      | 2. kör                      | 1. kör                    | 2. kör                    | 3. kör                    | 4. kör                    | Negyeddöntő       | Elődöntő          | Döntő             | Helyezés |
| Versenyző    | Versenyszám       | Ellenfél Eredmény | Hely.      | Ellenfél Eredmény | Ellenfél Eredmény | Ellenfél Eredmény           | Ellenfél Eredmény           | Ellenfél Eredmény         | Ellenfél Eredmény         | Ellenfél Eredmény         | Ellenfél Eredmény         | Ellenfél Eredmény | Ellenfél Eredmény | Ellenfél Eredmény | Helyezés |
| ------------ | ----------------- | --- | ---------- | ----------------- | ----------------- | --------------------------- | --------------------------- | ------------------------- | ------------------------- | ------------------------- | ------------------------- | ----------------- | ----------------- | ----------------- | -------- |
| Záhi el-Húri | Tőr, egyéni       | 9. csoport · Guillermo Betancourt (CUB) · 1-5 · Abe Kinja (JPN) · 3-5 · Lou Mún-tóng (Lo Moon Tong) (HKG) · 1-5 · Benoît Giasson (CAN) · 1-5 · Patrice Lhôtellier (FRA) · 5-1                   | 6.         | kiesett           | kiesett           | kiesett                     | kiesett                     | kiesett                   | kiesett                   | kiesett                   | kiesett                   | kiesett           | kiesett           | kiesett           | 48.      |
| Mísel Júszef | Tőr, egyéni       | 7. csoport · Stefano Cerioni (ITA) · 0-5 · Philippe Omnès (FRA) · 1-5 · Icsigatani Hiroki (JPN) · 1-5 · Busa István (HUN) · 1-5 · Andrés García (ESP) · 0-5 · Heinrich van Garderen (RSA) · 0-5 | 7.         | kiesett           | kiesett           | kiesett                     | kiesett                     | kiesett                   | kiesett                   | kiesett                   | kiesett                   | kiesett           | kiesett           | kiesett           | 59.      |
| Záhi el-Húri | Párbajtőr, egyéni | 6. csoport · Elmar Borrmann (GER) · 3-5 · Olivier Lenglet (FRA) · 2-5 · I Szanggi (KOR) · 3-5 · Roman Ječmínek (TCH) · 5-5 · Scott Arnold (AUS) · 2-5 · Trevor Strydom (RSA) · 5-3              | 6.         | kiesett           | kiesett           | kiesett                     | kiesett                     | kiesett                   | kiesett                   | kiesett                   | kiesett                   | kiesett           | kiesett           | kiesett           | 58.      |
| Mísel Júszef | Párbajtőr, egyéni | 5. csoport · Mauricio Rivas (COL) · 1-5 · Adrian Pop (ROU) · 0-5 · Maurizio Randazzo (ITA) · 3-5 · Gavin McLean (NZL) · 2-5 · Olivier Jacquet (SUI) · 0-5 · Enzo da Ponte (PAR) · 5-1           | 6.         | kiesett           | kiesett           | kiesett                     | kiesett                     | kiesett                   | kiesett                   | kiesett                   | kiesett                   | kiesett           | kiesett           | kiesett           | 64.      |